# كوبري دمياط
كـوبـري دمـيـاط يرجع تاريخ كوبري دمياط إلى عام 1890، عندما تم افتتاحه في مدينة إمبابة بالجيزة، لتعبر عليه القطارات التي يصل وزنها إلى 72 طناً فوق نهر النيل إلى دمياط.